# Gmina Czarna (Powiat Bieszczadzki)
Die Gmina Czarna ist eine Landgemeinde im Powiat Bieszczadzki der Woiwodschaft Karpatenvorland in Polen. Ihr Sitz ist das Dorf Czarna Górna mit etwa 870 Einwohnern.

## Gliederung
Zur Landgemeinde (gmina wiejska) Czarna gehören folgende sieben Ortschaften mit einem Schulzenamt:
Czarna Górna, Czarna Dolna, Lipie, Michniowiec, Polana, Rabe und Żłobek.
Weitere Orte der Gemeinde sind Bystre, Chrewt, Olchowiec, Serednie Małe, Paniszczów, Rosochate, Rosolin, Sokołowa Wola, Wydrne und Tworylne.